# Boja acadèmia de policia
Boja acadèmia de policia (títol original: Police Academy) és una pel·lícula estatunidenca dirigida per Hugh Wilson, estrenada l'any 1984. Ha estat doblada al català.
Es tracta del primer lliurament de la sèrie de les Police Academy.

## Argument
Sota l'impuls de l'alcalde, l'acadèmia de policia obre les portes a tot ciutadà que vol inscriure-s'hi, sense examen d'entrada prèvia. El jove i problemàtic Carey Mahoney s'hi veu enviat obligat i farà tot per ser-ne expulsat. Hi troba una galeria de individus, uns i altres igual de bojos.

## Repartiment
- Steve Guttenberg: Cadet Carey Mahoney
- Kim Cattrall: Cadet Karen Thompson
- G. W. Bailey: Tinent Thaddeus Harris
- Bubba Smith: Cadet Moses Hightower
- Donovan Scott: Cadet Leslie Barbara
- George Gaynes: Comandant Eric Lassard
- Andrew Rubin: Cadet George Martín
- David Graf: Cadet Eugene Tackleberry
- Leslie Easterbrook: Sergent Debbie Callahan
- Michael Winslow: Cadet Larvell Jones
- Marion Ramsey: Cadet Laverne Hooks
- Debralee Scott: Mrs. Fackler
- Bruce Mahler: Cadet Douglas Fackler
- Ted Ross: Capt. Reed
- Scott Thomson: Cadet Chad Copeland
- Brant von Hoffman: Cadet Kyle Blankes
- Georgina Spelvin: la prostituta

## Al voltant de la pel·lícula
- Aquesta pel·lícula ha llançat la carrera d'un bon nombre d'actors com Steve Guttenberg, Kim Cattrall o Michael Winslow i les seves increïbles imitacions d'efectes sonors.
- Bubba Smith, David Graf, Ted Ross i George Gaynes són morts tots quatre.